# Francesca Stuart Sindici
Francesca Stuart Sindici (1858 - c. 1929) fue una pintora española-italiana.

## Biografía
Sindici nació en Madrid en 1858, viviendo buena parte de su vida en Italia, Francia y el Reino Unido. Fue alumna de Eduardo Dalbono y Domenico Morelli en la Academia de Bellas Artes de Nápoles. Se casó con el poeta italiano Augusto Sindici. Juntos tuvieron una hija, Magda, que se convirtió en novelista y luego se casó con un editor. 
Murió en Roma en 1929 a la edad de 71 años.
Sindici es conocida fundamentalmente por sus pinturas de caballos y caballería, cuestión que llamaba la atención puesto que se consideraban temas poco femeninos. Su pintura A Carriage Race at Naples (Una carrera de carruajes en Nápoles) se incluyó en el libro de 1905 Women Painters of the World.
En 2020 fue parte de la exposición del Museo del Prado "Invitadas: fragmentos sobre mujeres, ideología y artes plásticas en España (1833-1931)", con la obra El príncipe imperial, Napoleón Eugenio Luis Bonaparte, a caballo.

## Obras
- A carriage race at Naples (Una carrera de carruajes en Nápoles) de 1875.[3]

- El príncipe imperial, Napoleón Eugenio Luis Bonaparte, a caballo, hacia 1880.[1]